# Skin (Supernatural)
Skin is de zesde aflevering van de televisieserie Supernatural, en werd voor het eerst uitgezonden op de WB op 18 oktober 2005. De aflevering is geschreven door John Shiban en geregisseerd door Robert Duncan McNeill. 

## Verhaallijn
Sam krijgt een e-mail van een oude vriendin, Becky, wier broer Zach gearresteerd is voor de moord op zijn vriendin. Sam, die ervan overtuigd is dat Zach het niet heeft gedaan, gaat samen met Dean naar St. Louis om te kijken of ze haar kunnen helpen. Wanneer ze aankomen legt Becky uit dat Zach thuiskwam en zijn vriendin doodgeslagen aantrof in de woning. Becky beweert dat Zach bij haar was toen Emily werd vermoord, maar er schijnt een cameraopname te zijn waarop is te zien dat hij vóór haar moord thuiskwam.
Wanneer Sam beweert dat Dean een politieagent is, krijgen ze van Becky toegang tot het appartement van Zach. De enige aanwijzingen die zij vinden is dat er een week eerder is ingebroken en dat Zachs kleren zijn gestolen. Daarnaast gedraagt de hond van de buurman zich agressief sinds de aanval. Dean is nog steeds sceptisch, maar wanneer hij en Sam de veiligheidstape bekijken zien ze dat de ogen van Zach een rare flare hebben wanneer hij direct in de camera kijkt. De volgende ochtend besluiten Sam en Dean terug naar het huis van Zach te gaan. Ze vinden daar een bloedvlek in het steegje achter het huis, wat Sams theorie dat Zach onschuldig is ondersteunt. 
Ze zien dan een ambulance voorbij rijden en besluiten die te volgen, ze ontdekken dat er nog een moord heeft plaatsgevonden, waar de echtgenoot van de slachtoffer beweert zichzelf te hebben gezien. Sam en Dean zoeken naar een bloedig spoor achter het flatgebouw en volgen het naar een rioolput. In het riool vinden ze een stapel van huid en bloed, dan beseffen dat ze te maken hebben met een shapeshifter. Plotseling valt de Shapeshifter hen aan, en rent weg. Tijdens hun achtervolging raken de broers gescheiden. Sam wordt bij de auto herenigd met Dean, maar vermoedt dat dit niet de echte Dean maar eigenlijk de Shapeshifter is. Wanneer Sam "Dean" hiermee confronteert, wordt hij bewusteloos geslagen en gevangengenomen.
Wanneer Sam weer bij bewustzijn komt, ontdekt hij dat hij is vastgebonden aan een balk in het riool. De Shapeshifter, die nu op Dean lijkt, blijkt toegang te hebben tot Deans herinneringen. Hij beweert dat Dean boos op Sam is vanwege het feit dat hij de mogelijkheden had die Dean nooit heeft gehad. Na het treiteren van Sam besluit de Shapeshifter om van Becky zijn volgende slachtoffer te maken, nog steeds in zijn vermomming als Dean. In het huis van Becky bereidt de Shapeshifter zich voor om aan te vallen, maar wanneer hij dan toe wil slaan komt er plotseling een SWAT-eenheid binnen, waarop de Shapeshifter vlucht. In het riool worstelt Sam om vrij te komen, totdat de echte Dean bij hem komt. Samen slagen ze erin om te ontsnappen. Ze keren terug naar Beckys huis waar de politie op Dean wacht. Terwijl Sam de aandacht van de politie op zich neemt slaagt Dean erin om te ontsnappen.
Dean besluit om alleen het monster in het riool op te sporen maar vindt Becky daar vastgebonden. Zij informeert hem dat het schepsel haar identiteit heeft aangenomen. In het huis van Becky heeft de Shapeshifter Sam al bedrogen en houdt hem gevangen. Sam vecht terug tot Dean binnen komt en uiteindelijk het schepsel doodschiet. De politie besluit om Zach vrij te laten, want ze denken dat de verdachte "Dean Winchester" dood is. Terwijl ze de stad verlaten, zegt Dean dat hij graag zijn eigen begrafenis had willen zien.

## Rolverdeling
| Acteur          | Personage       |
| --------------- | --------------- |
| Jared Padalecki | Sam Winchester  |
| Jensen Ackles   | Dean Winchester |
| Amy Grabow      | Rebecca Warren  |
| Aleks Holtz     | Zach Warren     |
| Peter Shinkoda  | Alex            |
| Anita Brown     | Lindsay         |

## Muziek
“In-A-Gadda-Da-Vida” van Iron Butterfly

“Poison Whiskey” van Lynyrd Skynyrd

“Hey Man, Nice Shot” van Filter

“All Right Now” van Free